# Alyssum globosum
Alyssum globosum là một loài thực vật có hoa trong họ Cải. Loài này được (Desv.) Kuntze mô tả khoa học đầu tiên năm 1891.